# Huszár István (közgazdász)
Huszár István (Hernádkak, 1927. július 15. – Budapest, 2010. szeptember 11.) közgazdász, statisztikus, a Központi Statisztikai Hivatal elnöke 1969-től 1973-ig. Az egykori Országos Tervhivatal elnöke, a Párttörténeti Intézet igazgatója. Címzetes egyetemi és főiskolai tanár.

## Életpályája
Előbb a sárospataki tanítóképző hallgatója volt 1943 és 1947 között. 1947-től a Magyar Közgazdaságtudományi Egyetemen tanult, 1951-ben szerzett diplomát. 1949 és 1953 között az egyetem statisztika tanszékén demonstrátorként, majd tanársegédként is dolgozott. 1953-tól 1963-ig az MDP KV, illetve az MSZMP KB tagja volt. 1961 és 1963 között osztályvezető-helyettes, ezután 1963-tól 1969-ig a Központi Statisztikai Hivatal elnökhelyettese, majd 1973-ig elnöke, egyben államtitkár.
1973 és 1980 között miniszterelnök-helyettes, 1975 és 1980 között pedig a Politikai Bizottság tagja volt. 1980. júliustól az MSZMP KB Társadalomtudományi Intézete főigazgatója. Az Országos Tervhivatal elnöke 1975-től 1980-ig.
1980-tól 1985-ig, majd 1988-tól országgyűlési képviselő, közben 1985 és 1988 között pótképviselő.
1984-től az Alkotmányjogi Tanács tagja, 1985-től 1988-ig a Párttörténeti Intézet igazgatója volt.
1988–1989-ben a Hazafias Népfront Országos Tanácsának főtitkára, 1989-ben elnök-főtitkára.
1956-tól 1989-ig MSZMP-tag.
A Marx Károly Közgazdaságtudományi Egyetem címzetes egyetemi tanára, 1987-től nyugalomba vonulásáig a sárospataki Comenius Tanárképző Főiskola címzetes főiskolai tanára.

## Művei
Több mint 200 publikációja jelent meg, főleg tanulmányok: szociológia, statisztika, tervezés témában.
- Huszár István–Benkó István–Vint Ferenc: Az intézeti gazdálkodás pénzügyi tervezése és számvitele; Munkaerőtartalékok Hivatala, Bp., 1954
- A magyar népgazdaság ötéves terve; MSZMP, Bp., 1962
- A nemzeti jövedelemszámítás kérdései (Kossuth Kiadó, Budapest, 1966)
- Az ipari munkások munka- és életkörülményei; szerk. Huszár István; Közgazdasági és Jogi, Bp., 1967
- Tudományos-műszaki forradalom – társadalmi struktúra és gazdaság (Kossuth Könyvkiadó, Budapest, 1969)
- Gazdasági irányítás és információ; Statisztikai Kiadó soksz., Bp., 1969
- Az árpolitika társadalmi vonatkozásai. Az 1968-71-es időszak értékelése; munkabiz. vezető Huszár István; Statisztikai, Bp., 1972
- A szocialista gazdasági integráció néhány időszerű elvi és gyakorlati kérdése (Kossuth Könyvkiadó, Budapest, 1976) ISBN 963-09-0734-8
- Életszínvonal alakulása Magyarországon (in: Társadalmi Szemle, 36. évf. 6. szám, 1981)[3]
- A párt szövetségi politikájáról (Kossuth Kiadó, Budapest, 1981)
- 30 év krónikája – 1956-1986 (Kossuth Könyvkiadó, Budapest, 1986) ISBN 963-09-2881-7(szerkesztő)

## Kitüntetései, díjai
- Comenius-emlékérem (1992)
- Aranydiploma (2001)
- Hernádkak díszpolgára